# Wicko (Postomino)
Wicko (deutsch Vietzke) war vor 1945 ein Dorf in Hinterpommern, das dem 10,59 km² großen Jezioro Wicko (Vietzker See) seinen Namen gab und nach 1945 dem Gebiet der Landgemeinde Postomino (Pustamin) im Kreis Sławno (Schlawe) der Woiwodschaft Westpommern zugehörig wurde. Der Ort ist heute nicht mehr existent.
Vietzke lag auf einer Halbinsel, die von Süden her in den Vietzker See hineinragt, zwei Kilometer nordwestlich des Dorfes Królewo (Krolow) und einen Kilometer nordöstlich von Łącko (Lanzig) entfernt. Eine schmale Stichstraße führt auch heute noch zu der Stelle des Dorfes und zweigt von der Chaussee Zaleskie (Saleske) – Barzowice (Barzwitz) ab.
Vor 1945 war Vietzke ein Vorwerk des Gutes Krolow, auf dem vorwiegend Viehzucht betrieben wurde. Es bestand aus drei Wohnhäusern (mit Scheune und Stallungen), in denen Mitarbeiterfamilien der Gutsverwaltung lebten.
Ursprünglich war Vietzke (auch: Witzke und Vietzig) seit 1340 ein von Puttkamersches Lehen, zu dem auch Görshagen (Górsko), Marsow (Matszewo) und Schlackow (Złakowo) gehörten. Wahrscheinlich ist es unmittelbar aus dem Besitz der Swenzonen an die – wohl von ihnen abstammenden – von Puttkamer gelangt. Bis zum Verkauf der ganzen Herrschaft Schlackow im Jahre 1910 an den Grafen Wilhelm von Zitzewitz auf Zitzewitz (Sycewice) war es ununterbrochen im Besitz derer von Puttkamer, deren Familie fast 600 Jahre Eigentümer war.
Um 1780 hatte Vietzke zwei Vorwerke, eine Windmühle und sechs Kossäten. Der Ort war ein Teil der Gemeinde Krolow (Królewo) und gehörte bis 1876 zum Landkreis Stolp, danach dann zum Landkreis Schlawe i. Pom. im Regierungsbezirk Köslin der preußischen Provinz Pommern. Nach 1945 erhielt er den Namen Wicko.
Die Bewohner von Vietzke waren vor 1945 fast alle evangelisch. Der Ort gehörte zum Kirchspiel Lanzig (Łącko) im Kirchenkreis Rügenwalde (Darłowo) der Kirchenprovinz Pommern der Kirche der Altpreußischen Union. Die Gemeindeglieder waren mit der Lanziger Kirche verbunden – mit Ausnahme der adligen Höfe, deren Bewohner die Kirche in Marsow (Marszewo) aufsuchten, da dieser Ort zum von Puttkamerschen Besitz gehörte.
Schulort der Kinder von Vietzke war vor 1945 Krolow (Królewo).